# Стаклени хотел
Стаклени хотел је други студијски албум рок бенда Дивље јагоде. Албум је сниман у Београду у студију Енце Лесића а издао га је Дискотон 1981. године.

## Списак песама
На албуму се налазе следеће песме:

## Постава бенда
- Сеад Липовача – гитара
- Тони Јанковић – вокал
- Ален Исламовић – бас
- Наско Будимлић – бубњеви